# Österlånggatan
Österlånggatan er en gade i Gamla stan, den gamle del af Stockholm, Sverige. Den løber sydpå fra Slottsbacken til Järntorget, og går parallelet med gaderne Baggensgatan og Skeppsbron. Blandt gaden attraktioner er statuen af sankt jørgen og dragen på Köpmanbrinken og restauranten Den Gyldene Freden i nr 51, der blev etableret i 1722 og nævnes i Guinness Book of Records som en af de ældste restauranter med uændret interiør.